# 김종성 (건축가)
김종성(金鍾星, 1935년 11월 28일~)은 대한민국의 건축가이다.

## 경력
- 2015 ‘테크놀로지와 예술의 조화-건축가 김종성’강좌[1]
- 2004 파라다이스상 심사위원
- 1978 서울건축종합건축사 사무소 대표
- 1978 일리노이공과대학 건축학, Planning & Design 학장
- 1972 일리노이공과대학 건축학, Planning & Design 부학장
- 1966 일리노이공과대학 건축학 조교수
- 1962 ~ 1972 Mies van der Rohe 건축연구소 근무

## 학력
- 경기고등학교 졸업
- 1956년 - 1961년 일리노이공과대학 건축학 학사
- 일리노이공과대학 대학원 건축학 석사

## 주요 작품
- 선재 현대 미술관(현 우양미술관)
- 2003년 대우조선 종합기술센터
- 1998년 서울시립 역사박물관
- 1984년 밀레니엄 서울힐튼
- 부산 파라다이스비치호텔
- 서울대박물관
- 서울 종로구 서린동 SK사옥
- 육군사관학교 도서관

## 수상
- 2014년 제1회 한국건축가협회 골드메달(KIA Gold Medal)[2]
- 2000년 한국건축가협회상 (SK 빌딩)
- 1998년 한국건축문화대상 입선 (아트 선재센터)
- 1989년 IAKS Awards for Exemplary 금상 (역도경기장)
- 1988 서울시 건축상 은상 (동양투자금융사옥)
- 1987 서울시 건축상 은상 (역도경기장)
- 1985 서울시 건축상 비주거부문 금상 (서울힐튼호텔)
- 1983 한국건축가협회상 (육군사관학교 도서관)